# Guillermo Barros Schelotto
Guillermo Barros Schelotto (* 4. Mai 1973 in La Plata) ist ein ehemaliger argentinischer Fußballspieler und heutiger -trainer. Er ist der Zwillingsbruder von Gustavo Barros Schelotto, der ebenfalls Profifußballspieler ist und unter ihm als Co-Trainer arbeitet.

## Spielerkarriere

### Verein
Schelotto, der vorwiegend im offensiven Mittelfeld eingesetzt wurde, erhielt seinen ersten Profivertrag für die Saison 1991/92 bei seinem Heimatverein Gimnasia y Esgrima de La Plata, für den er bis 1997 tätig war. Die nächsten zehn Jahre verbrachte er bei den Boca Juniors, mit denen er insgesamt 16 Titel gewann und somit, gemeinsam mit Sebastián Battaglia, erfolgreichster Spieler in deren Vereinsgeschichte ist. 2007 wechselte er in die US-amerikanische Major League Soccer, wo er bis Ende 2010 bei Columbus Crew unter Vertrag stand. Sein erfolgreichstes Jahr in den USA war 2008, als er den MLS Cup gewann und außerdem zum Most Valuable Player gewählt wurde. Um den Jahreswechsel 2010/2011 kehrte er zu seinem Heimatverein Gimnasia y Esgrima de La Plata zurück.

### Nationalmannschaft
Zwischen 1995 und 1999 bestritt Schelotto insgesamt zehn Länderspieleinsätze für die argentinische Nationalmannschaft.

## Trainertätigkeit
Nach seiner aktiven Karriere war er als Trainer beim CA Lanús und anschließend für knapp einen Monat in solcher Funktion beim italienischen Klub US Palermo tätig. Anfang März 2016 übernahm er das Traineramt bei den Boca Juniors, nach der Niederlage im Endspiel der Copa Libertadores gegen den Stadt- und Erzrivalen River Plate wurde der auslaufende Vertrag mit dem 45-Jährigen nicht verlängert. Seit 2019 ist er Trainer von LA Galaxy. Im Oktober 2020 wurde er jedoch von den Offiziellen des Vereins entlassen, als man auf dem letzten Tabellenplatz stand.
Am 21. Oktober 2021 gab der Fußballverband Paraguays die Verpflichtung von Scheletto als Trainer der Nationalmannschaft bekannt. Sein Vertrag läuft bis zum Ende der Copa América 2024. Im September 2023 wurde er nach der 0:1-Niederlage gegen Venezuela entlassen.

## Sonstiges
Sein Zwillingsbruder Gustavo Barros Schelotto ist ebenfalls Fußballtrainer und war bei seinen letzten Stationen immer als Co-Trainer unter ihm aktiv.

## Erfolge als Spieler

### Mit Boca Juniors
- Argentinischer Meister: Apertura 1998, Clausura 1999, Apertura 2000, Apertura 2003, Apertura 2005, Clausura 2006
- Copa Libertadores: 2000, 2001, 2003, 2007
- Weltpokal: 2000, 2003
- Copa Sudamericana: 2004, 2005
- Recopa Sudamericana: 2005, 2006

### Mit Columbus Crew
- MLS-Meister: 2008
- MVP des MLS Cups: 2008

## Erfolge als Trainer

### Mit CA Lanús
- Copa Sudamericana: 2013